# Homayoun Behzadi
Homayoun Behzadi (en persa: همایون بهزادی‎; Jorramabad, 20 de junio de 1942-Teherán, 22 de enero de 2016) fue un futbolista iraní que jugaba en la demarcación de delantero.

## Selección nacional
Jugó un total de 35 partidos con la selección de fútbol de Irán. Hizo su debut el 1 de junio de 1962 en un partido amistoso contra Irak que acabó con un resultado de 1-1. Además llegó a disputar la Copa Asiática, haciéndose con el título en 1968 y en Copa Asiática 1972. Su último partido lo jugó contra Corea del Norte en un partido de clasificación para los Juegos Olímpicos de Múnich 1972 el 1 de junio de 1972.

## Clubes

### Como futbolista
| Club               | País | Año         |
| ------------------ | ---- | ----------- |
| Shahin FC          | Irán | 1958 - 1967 |
| Paykan FC          | Irán | 1967 - 1968 |
| Persépolis FC      | Irán | 1968        |
| Paykan FC (cedido) | Irán | 1968 - 1970 |
| Persépolis FC      | Irán | 1970 - 1975 |

### Como entrenador
| Club          | País | Año  |
| ------------- | ---- | ---- |
| Persépolis FC | Irán | 1975 |

## Palmarés

### Campeonatos nacionales
| Título          | Club          | País | Año  |
| --------------- | ------------- | ---- | ---- |
| Iran Pro League | Persépolis FC | Irán | 1972 |
| Iran Pro League | Persépolis FC | Irán | 1974 |

### Campeonatos internacionales
| Título        | Club                        | País | Año  |
| ------------- | --------------------------- | ---- | ---- |
| Copa Asiática | Selección de fútbol de Irán | Irán | 1968 |
| Copa Asiática | Selección de fútbol de Irán | Irán | 1972 |